# 京都府立城南菱創高等学校
京都府立城南菱創高等学校（きょうとふりつ じょうなんりょうそうこうとうがっこう）は、京都府宇治市小倉町南堀池にある府立単位制・全日制高等学校。

## 概要
2009年（平成21年）4月より、京都府立西宇治高等学校と京都府立城南高等学校を統合し、旧西宇治高等学校の校地に開校した。旧城南高等学校からは「城南」の名称を、旧西宇治高等学校からは校章の「菱」を受け継ぎ新高校の名称とした。校章は城南高等学校校章の「茶の実」と西宇治高等学校校章の「菱の実」を融合し、デザイン化したものを使用している。

## 設置学科
- 普通科（京都府内全域から受験可能）
  - 単位制を活用して基礎から発展まで幅広く学び、バランスの良い知識を身につけられる。進路に沿った科目選択が可能。[1]。入学試験（中期選抜）は府内の公立高校でトップクラスの倍率を誇る[2]。毎年女子生徒の比率が高い傾向にあり、2018年度入学生の男女比率は1:2であった[3]。

- 教養科学科（人文社会科系統、自然科学科系統。京都府内全域から受験可能）
  - 府内初の単位制専門学科として城南高校時代に設置された[4]。特色のある取り組みとして、総合的な学習の時間に行う課題研究「こだわり学」や、日本や地域の伝統・文化を学習する教科「グローカル」（Glocal=Global＋Localを掛け合わせた造語）を設定している[5][6]。

## 沿革
統合前の府立西宇治高等学校と府立城南高等学校の沿革はそれぞれの記事を参照されたい。
- 2006年（平成18年） - 京都府立西宇治高等学校と京都府立城南高等学校の統廃合が決定される。
- 2007年（平成19年）4月 - 京都府立城南高等学校に教養科学科を設置[4][7]。
- 2008年（平成20年）9月 - 「京都府立城南菱創高等学校 開設準備室」を西宇治高等学校内に設置する[8]。
- 2009年（平成21年）4月 - 京都府立城南菱創高等学校として開校（単位制普通科は西宇治高校、教養科学科は城南高校から継承）。

## 教育方針
教育理念
- 社会貢献
- 真理探究
- 自主創造

基本コンセプト
- Communication（国際化への対応）
- Creation（時代を拓く創造性）
- Culture（未来文化の創造）

## 部活動
部活動の加入率は90％近く（2015年度は88％、2016年度は86％）に達している。2016年度の部活動は以下の通りである。
体育系
- サッカー部
- 硬式野球部
  - 2015年の第97回全国高等学校野球選手権京都大会でベスト8入り[11]。
- 男子テニス部
- 女子テニス部
- バドミントン部
- 男子バスケットボール部
- 女子バスケットボール部
- 男子ハンドボール部
- 女子ハンドボール部
- 男子バレーボール部
- 女子バレーボール部
- 剣道部
- 弓道部
- ウェイトリフティング部
- 体操部
- 山楽部

文化系
- 書道部
- 美術部
- 吹奏楽部
- 家庭部
- 茶道部
- フォークソング部
- 放送部
- 演劇部
- ボランティア部
- 科学部

## 行事
- 4月：新入生オリエンテーション、遠足
  - 遠足は1、2年生がバーベキュー、3年生がクラスレクレーションを行う[12]。

- 6月：研修旅行、団体鑑賞
  - 研修旅行は3泊4日で北海道を訪問する[12]。

- 9月：創華祭 - 「統合前の2校の伝統を引き継ぐとともに新たな伝統を作り出し、華を咲かせる」という意味が込められている[13]。
  - 文化祭 - 丸3日間かけて全学年がクラス演劇を行う[14]。
  - 体育祭 - 3学年縦割りで計6団が競う[14]。他校にない種目として、女子騎馬戦が挙げられる[14]。

- 11月：挨拶運動
  - 教職員やPTA（保護者）も加わり、校門で挨拶を行う[12]。

- 2月：ゼミ内発表、芸術展

## 統計情報
在校生の出身中学校
2016年度の在校生（724人）の出身中学校を主な市町村別に分類すると、以下の通りである。
- 宇治市：32.2％
- 京田辺市：13.5％
- 城陽市：12.2％
- 八幡市：11.6％
- 精華町：8.9％
- 木津川市：8.1％
- 京都市・口丹：8.0％

在校生の通学手段
2016年度の在校生のうち約62％が電車通学をしている。
- 徒歩、自転車。
- 近鉄京都線小倉駅から徒歩10分。

## その他
- 2015年3月2日に行われた卒業式で、歌手GACKT（ガクト）による卒業式ライブが行われた[17]。
- 「四季巡行 ～ときのめぐり～」と題された校歌は4番まであり、1番が春、2番が夏、3番が秋、4番が冬をテーマにした内容である[18]。

## 関連事項
- 京都府高等学校一覧
- 旧制中等教育学校の一覧 (京都府)
- 日本の理数科設置高等学校一覧
- 京都府立西宇治高等学校
- 京都府立城南高等学校